# Torres Islands

Torres Islands

Torres Islands är en ögrupp i provinsen Torba i Vanuatu i Stilla havet. Den är landets nordligaste ögrupp och sträcker sig cirka 42 kilometer.
De sju öarna som utgör Torres Islands är, från norr till söder, Hiw eller Hiu (den största ön), Metoma, Tegua, Ngwel (en obebodd ö), Linua, Lo eller Loh, och Toga. År 2004 hade ögruppen en befolkning på cirka 950 invånare.
Torres Islands är uppkallad efter sjöfararen Luis Váez de Torres som besökte öar i Vanuatu i början av 1600-talet.